# Генріх Упсальський
Генріх Упсальский (? — близько 1150, Койліо, Фінляндія) — єпископ упсальський, один із діячів християнізації Фінляндії. Мученик, зачислений Католицькою церквою до лику святих.
Історично достовірна інформація про життя Генріха не зберіглася, його життя описане лише в пізніших середньовічних життях (найпізніші з них належать до кінця XIII століття). Згідно з ними, він був родом з Англії, прибув до Швеції разом із майбутнім папою Адріаном IV. У Швеції він був возведений у сан єпископа і одержав упсальську кафедру. У 1150-ті роки він узяв участь у шведському хрестовому поході, організованому для християнізації Фінляндії шведським королем Еріком IX.
За тими ж джерелами після відбуття короля і шведської армії Генріх Упсальський залишився в Фінляндії, будуючи церкви, а також хрестячи і навчаючи народ. Близько 1150 року (традиційна дата 20 січня 1150 року) він був вбитий поганами.
Культ Генріха Упсальського швидко розповсюдився в Швеції. Наприкінці XIII століття він вже згадується в церковних документах як святий. У XIV–XV століттях шанування Генріха було вже скрізь поширено у багатьох країнах Північної Європи.

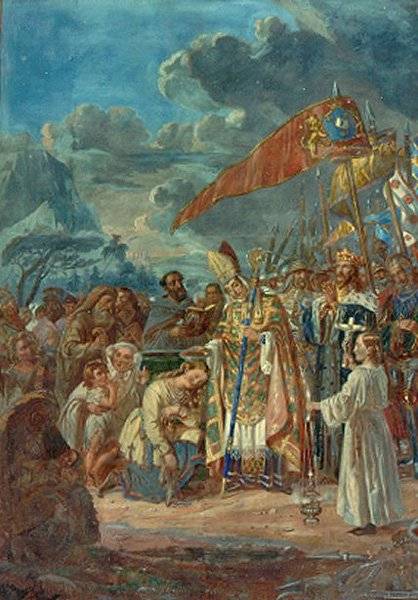
Святий Генріх охрещує фінів у джерелі Купіттаа. Собор у м. Турку.

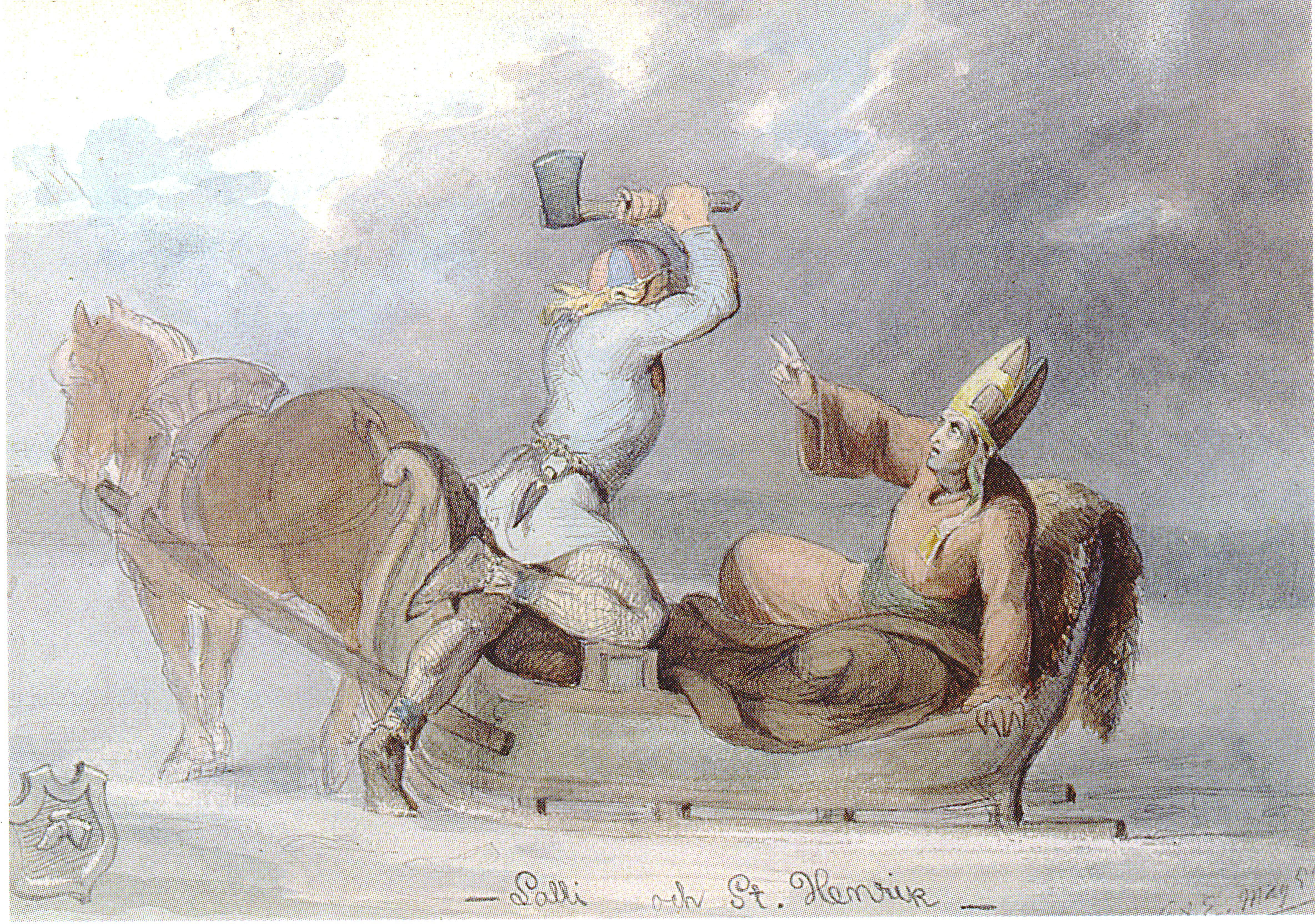
Мучеництво Святого Генріха

Католицька церква шанує пам'ять святого Генріха Упсальського 19 січня. Святий Генріх — найшанованіший святий Католицької церкви Фінляндії, вважається покровителем країни. Також пам'ять Генріха відзначається 19 січня в деяких протестантських церквах.

## Джерело
- (рос.) Генрих Уппсальский. Словари и энциклопедии на Академике [Архівовано 5 березня 2016 у Wayback Machine.]